# 中德战略对话
中德战略对话是中华人民共和国和德国之间确立战略伙伴关系定位建立的政府磋商机制。
德国总理安格拉·默克尔于2010年7月访华，中德双方就全面推进中德战略伙伴关系达成重要共识，同意发表联合公报，提高中德战略对话级别。

## 部长级战略对话
2011年4月1日，中国外交部长杨洁篪与德国副总理兼外长韦斯特维勒在北京举行首轮中德部长级战略对话。
2014年4月14日，外交部长王毅同德国外长施泰因迈尔在北京举行第四轮中德外长级战略对话，就中德关系、中欧关系以及共同关心的国际地区问题深入交换意见。

## 外交与安全战略对话
一：2015年12月19日（德国时间）中国外交部长王毅与德国外长施泰因迈尔在柏林共同主持首轮中德外交与安全战略对话。双方就共同关心的双边和国际问题进行了沟通，并就扩大和深化两国之间的合作达成十一项共识。
二：2016年4月8日，外交部长王毅与德国外长施泰因迈尔在北京举行第二轮中德外交与安全战略对话。
三：2017年4月26日（德国时间）外交部长王毅在柏林与德国副总理兼外长加布里尔举行第三轮中德外交与安全战略对话，就中德关系、中欧关系以及当前国际地区问题深入交换了意见。
四：2018年11月13日，国务委员兼外交部长王毅同德国外长马斯在北京举行第四轮中德外交与安全战略对话。双方高度评价近年来中德关系和两国各领域合作取得的积极进展，一致认为在复杂多变的国际形势下，中德应深化全方位战略合作，共同坚持多边主义，维护全球自由贸易体系。
五：2020年2月13日（德国时间），国务委员兼外长王毅在柏林同德国外长马斯举行第五轮中德外交与安全战略对话。
六：2023年4月13日-15日，应国务委员兼外交部长秦刚邀请，德国外长贝尔伯克将对中国进行正式访问。其间，秦刚国务委员兼外长将同贝尔伯克外长共同主持第六轮中德外交与安全战略对话。